# ود الماحی
ود الماحی یک تقسیمات کشوری در سودان است که در نیل آبی واقع شده‌است. ود الماحی ۱۱۰٬۸۳۱ نفر جمعیت دارد و ۵۰۸ متر بالاتر از سطح دریا واقع شده‌است.